# Pribnow-Box
Die Pribnow-Box, auch Pribnow-Schaller-Box, ist ein 1975 von David Pribnow und Heinz Schaller gefundenes Promotor-Element zur Genregulation der Transkription, also der Umschreibung eines Gens von DNA in RNA, bei Bakterien und Bakteriophagen. Die Pribnow-Box ist eine DNA-Sequenz in der Promotor-Region prokaryotischer Gene mit der Konsensussequenz 5'-TATAAT-3'. Diese Sequenz findet sich etwa 10 Basenpaare vor dem Transkriptionsstartpunkt, weshalb diese Region auch als −10-Region des Promotors bezeichnet wird. In Eukaryoten gibt es eine vergleichbare Sequenz, die TATA-Box genannt wird.
Häufigkeit des Vorkommens der jeweiligen Base:
| T    | A    | T    | A    | A    | T    |
| 77 % | 76 % | 60 % | 61 % | 56 % | 82 % |

1977 waren insgesamt 21 Promotorsequenzen bekannt, bei denen sich die obige Konsensussequenz findet. Der Abstand zum Transkriptionsstartpunkt beträgt fünf bis sieben Basenpaare.
Der prokaryotische Promotor setzt sich des Weiteren aus einer −35-Region (35 Basenpaare vor dem Transkriptionsstartpunkt liegende Sequenz) und eventuell weiteren regulativen Elementen zusammen, die sich entweder bei Position −41 oder −61 befinden. Die Ähnlichkeit eines Promotors zur Konsensussequenz entscheidet über die Transkriptionsrate eines Gens und leistet somit einen Beitrag zur Expressionsstärke.